# Lydż Ijasu
Lydż Ijasu (ur. 4 lutego 1895 w Desje, zm. 25 listopada 1935) – władca Etiopii w latach 1913–1916, odznaczony Orderem Salomona. Nigdy nie został koronowany, toteż jego imię poprzedza się na ogół tytułem lydż, odpowiadającym w przybliżeniu infantowi.

## Zarys biografii
Jego ojciec był możnowładcą i nawróconym muzułmaninem, jego matka była córką Menelika II. Wychowywał się na dworze cesarskim m.in. z Teferi Mekonnynem, późniejszym cesarzem Hajle Syllasje I.
Pod koniec życia Menelik II, nie mając męskiego potomka, wyznaczył Ijasu na swego następcę. Proislamska polityka (budowanie meczetów, uczestnictwo w muzułmańskich obrzędach) sprawiła, że naraził się dostojnikom Kościoła Etiopskiego i chrześcijańskiemu możnowładztwu.
Ijasu niechętnie przebywał w Addis Abebie, nie interesował się też północą kraju (prowincje Tigraj, Amhara), która jest tradycyjną kolebką etiopskiej państwowości. Poświęcał wiele uwagi umacnianiu władzy cesarskiej na terenach podbitych przez swego poprzednika (obecne południe i wschód Etiopii).
W 1916 został odsunięty od władzy. Przez wiele lat ukrywał się przed cesarskim pościgiem na przychylnym mu południu. W 1921 został jednak schwytany i do swej śmierci w 1935 przebywał w areszcie domowym.